# Psalm 7 (Salomo)
Der 7. Psalm Salomos ist ein Psalm Salomos aus dem pseudepigraphen Buch der „Psalmen Salomos“ des Alten Testamentes der Bibel. Der Psalmist bittet um Hilfe in großer Not und vor Feinden.

## Datierung
Zur Datierung des Psalms gibt zwei unterschiedliche Ansätze. Die meisten ordnen den Psalm in die Zeit ein, da Pompeius des Jerusalemer Tempel besetzte – so beispielsweise Rudolf Kittel und Eduard Ephraem Geiger. Anderer Ansicht ist Julius Wellhausen: Er nimmt die Zeit des Angriffes durch den Hasmonäer Antigonos und die Belagerung Jerusalems durch den römischen Feldherrn Gaius Sosius und König Herodes.

## Struktur
Der Psalm lässt sich in zwei große Teile aufteilen:
1. Vers 1–4: Teil 1: Israels Gefahr
  1. Vers 1 f.: Gebet, dass JHWHs Präsenz nicht zurücktrete und die heidnischen Feinde Zion nicht in Besitz nehmen
  2. Vers 3 f.: Israel wird sich der Züchtigung durch JHWH unterwerfen
2. Vers 5–10: Teil 2: Israels Sicherheit
  1. Vers 5–7: Die Anwesenheit Gottes ist Versicherung der Gnade und Hoffnung auf Verteidigung
  2. Vers 8 f.: Gewissheit ewigen Erbarmens unter ewiger Inzuchtnahme
  3. Vers 10: Bekräftigung der Glaubenshoffnung